# Who Shot Patakango?
Who Shot Patakango? is een Amerikaanse film uit 1989 geregisseerd door Robert Brooks. De hoofdrollen worden vertolkt door David Edwin Knight en Sandra Bullock.

## Verhaal
In een nostalgisch portret worden de avonturen van een groep Brooklyn highschool studenten geschetst tijdens de jaren 50. Patakango, een van de teenagers wordt neergeschoten. De rest van de groep gaat op jacht naar de schutter.

## Rolverdeling
| Acteur             | Personage    |
| ------------------ | ------------ |
| David Edwin Knight | Bic Bickham  |
| Sandra Bullock     | Devlin Moran |
| Kevin Otto         | Mark Bickham |
| Aaron Ingram       | Cougar       |
| Brad Randall       | Patakango    |
| Chris Cardona      | Freddie      |
| Michael Puzzo      | Goldie       |
| Christopher Crean  | Tony         |
| Gregg Marc Miller  | Vinnie       |
| Damon Chandler     | Mr. Donnelly |